# Рали България
Рали „България“ е автомобилно състезание, провеждано във Варна, България, кръг от Балканския рали трофей на ФИА. Състезанието се организира ежегодно от „Съюза на българските автомобилисти“ – СБА, в средата на пролетта.

## Проект за кръг от Световния рали шампионат
Организаторите на Рали „България“ са направили заявка към Международната автомобилна федерация ралито да получи място от 2010 година в Световния рали шампионат (WRC).

## История

### Рали „Албена – Златни пясъци – Сливен“
От 1970 до 2001 г.
- Най-много стартирали автомобили: 1995 г. – 129
- Най-малко стартирали автомобили: 2001 г. – 41

### Рали „България“
От 2002 г.
- Най-много стартирали автомобили: 2005 г. – 61
- Най-малко стартирали автомобили: 2013 г. – 20

### Българското представяне
Българите, печелили Рали „България“ са:
- 1971 г. – Илия Чубриков (навигатор: Кольо Чубриков)
- 2007 г. – Димитър Илиев (навигатор: Янаки Янакиев)
- 2008 г. – Крум Дончев (навигатор: Стойко Вълчев)
- 2012 г. – Димитър Илиев (навигатор: Янаки Янакиев)
- 2014 г. – Крум Дончев (навигатор: Петър Йорданов)
- 2018 г. – Мирослав Ангелов (навигатор: Недялко Сивов)
- 2019 г. – Димитър Илиев (навигатор: Петър Стойчев)
- 2021 г. – Мирослав Ангелов (навигатор: Георги Гаджев)
- 2023 г. – Мартин Сурилов (навигатор: Здравко Здравков)

## Юбилейно 40-о състезание, прекратяване на състезанието
През 2009 година се провежда юбилейно 40-о състезание на Рали „България“, което за първи път е подготвено със специални места за публиката и други промени, които да помогнат на Рали „България“ да стане част от календара на Световния рали шампионат (WRC) за 2010 година.
Състезанието е прекратено от тежка катастрофа, която се случва на специален етап SS7 „Сестримо“ (23-ти километър). Екипаж с номер 10 пилот Брайън Лавио (Швейцария) и навигатор Флавио Гулиелмини (Италия), които участват със състезателен автомобил Пежо 207 S2000, претърпява тежък състезателен инцидент, излитайки от пътя по време на състезанието и удряйки се последователно в няколко дървета. Вследствие на инцидента загива навигаторът Флавио Гулиелмини, а Брайън Лавио е закаран в болница с множество контузии. По-късно е изписан от УМБАЛСМ „Пирогов“.
Спортните комисари взимат решението ралито да бъде прекратено, а за победител е обявен Джандоменико Басо.

### Официалното класиране за Рали България 2009
- 1. Джандоменико Басо (ФИАТ Grande Punto S2000) – 1:32:16,7 мин
- 2. Крум Дончев (Пежо 207 S2000) – + 1:28,4 мин
- 3. Корадо Фонтана (Пежо 207 S2000) – + 2:00,4 мин
- 4. Димитър Илиев (Мицубиши Lancer Evo 9) – + 2:32,1 мин
- 5. Михал Соловов (Пежо 207 S2000) – + 2:32,8 мин
- 6. Ясен Попов (Мицубиши Lancer Evo 9) – + 2:56,5 мин
- 7. Давиде ди Бенедето (Пежо 207 S2000) – + 3:35,5 мин
- 8. Игнат Исаев (Мицубиши Lancer Evo 9) – + 4:01,1 мин
- 9. Антонин Тлустак (Ситроен C2 S1600) – + 7:01,2 мин
- 10. Петър Гьошев (Мицубиши Lancer Evo 9) – + 7:01,5 мин

## Победители
| Година | Пилот              | Навигатор         | Състезателен автомобил       |
| ------ | ------------------ | ----------------- | ---------------------------- |
| 1970   | Райнер Алтенхаймер | Хеленц Колер      | Порше 911                    |
| 1971   | Илия Чубриков      | Кольо Чубриков    | Рено Алпин А110 1600         |
| 1972   | Собиеслав Засада   | Рихард Жишковски  | Порше 911                    |
| 1973   | Серджио Бербасио   | Луиджи Макалузо   | Фиат 124 Абарт               |
| 1974   | Атила Ферианц      | Йено Жембери      | Рено 12 Гордини              |
| 1975   | Фулвио Бакели      | Бруно Скабини     | Фиат 124 Абарт               |
| 1976   | Андрей Ярошевич    | Рихард Жишковски  | Ланча Стратос                |
| 1977   | Райнер Алтенхаймер | Хеленц Колер      | Порше Карера                 |
| 1978   | Франц Витман       | Хелмут Даймел     | Опел Кадет GT                |
| 1979   | Антонио Занини     | Хуан-Хосе Петиско | Фиат 124 Абарт               |
| 1980   | Антонио Занини     | Джордж Сабатер    | Порше 911 С                  |
| 1981   | Адартико Вудафиери | Арналдо Берначини | Фиат 131 Абарт               |
| 1982   | Андреа Зануси      | Арналдо Берначини | Фиат 131 Абарт               |
| 1983   | Антонио Занини     | Педро Гарсия      | Талбот Лотус                 |
| 1984   | Карло Капоне       | Серджио Кресто    | Ланча 037 Рали               |
| 1985   | Дарио Черато       | Джузепе Чери      | Опел Манта 400               |
| 1986   | Бениго Фернандес   | Жозе Лопез-Орозко | Ланча Делта HF 4WD           |
| 1987   | Патрик Снайърс     | Дани Колебундърс  | Ланча Делта HF 4WD           |
| 1988   | Фабио Арлети       | Л.Джули           | Ланчия Делта HF 4WD          |
| 1989   | Робърт Дрогманс    | Р.Жостен          | Форд Сиера Косуърт           |
| 1990   | Фабрицио Табатон   | М.Имерито         | Ланчия Делта HF Инт          |
| 1991   | Пиеро Лиати        | Л.Тедесчини       | Ланчия Делта H91             |
| 1992   | Ервин Вебер        | M. Химер          | Мицубиши Галант VR 4         |
| 1993   | Пиер-Сезар Барони  | Е.Соваж           | Ланчия Делта HF              |
| 1994   | Патрик Снайърс     | Дани Колебундърс  | Форд Ескорт Косуърт          |
| 1995   | Енрико Бертоне     | М.Чиапони         | Тойота Селика WRC 4 WD       |
| 1996   | Енрико Бертоне     | М.Чиапони         | Форд Ескорт Косуърт          |
| 1997   | Кшищоф Холовчиц    | М.Виславски       | Субару Импреза               |
| 1998   | Алекс Фиорио       | Н.Мазон           | Форд Ескорт Косуърт WRC 4 WD |
| 1999   | Енрико Бертоне     |                   | Рено Меган К CAR             |
| 2000   | Бруно Тири         | Стефан Прево      | Ситроен Ксара Кит Кар \|     |
| 2001   | Армин Крамер       | Фред Берсен       | Тойота Корола WRC            |
| 2002   | Лешек Кузай        | Ервин Момбарц     | Тойота Корола WRC            |
| 2003   | Бруно Тири         | Жан-Марк Фортен   | Пежо 206 WRC                 |
| 2004   | Лука Педерсоли     | Даниеле Вернучио  | Пежо 306 Kit Car             |
| 2005   | Джандоменико Басо  | Митиа Дота        | Фиат Пунто 1600              |
| 2006   | Джандоменико Басо  | Митиа Дота        | Фиат Абарт S2000             |
| 2007   | Димитър Илиев      | Янаки Янакиев     | Мицубиши Лансер Ево9         |
| 2008   | Крум Дончев        | Стойко Вълчев     | Пежо 207 S2000               |
| 2009   | Джандоменико Басо  | Митиа Дота        | Фиат Гранде Пунто S2000      |
| 2010   | Себастиен Льоб     | Даниел Елена      | Citroen C4 WRC '10           |
| 2011   | Лука Розети        | Матео Чиароси     | Fiat Grande Punto S2000      |
| 2012   | Димитър Илиев      | Янаки Янакиев     | Шкода Фабия S2000            |
| 2013   | Александър Салюк   | Йевхен Червоненко | Шкода Фабия S2000            |
| 2014   | Крум Дончев        | Петър Йорданов    | Ford Fiesta R5               |
| 2015   | Мурат Бостанджъ    | Онур Ватансевер   | Ford Fiesta R5               |
| 2016   | Рашид Ал Кетби     | Карина Хеперле    | Шкода Фабия R5               |
| 2017   | Ягиз Авджи         | Бахадир Гюченмез  | Пежо 208 T16                 |
| 2018   | Мирослав Ангелов   | Недялко Сивов     | Шкода Фабия R5               |
| 2019   | Димитър Илиев      | Петър Стойчев     | Шкода Фабия R5               |
| 2020   | не се провежда     | не се провежда    | не се провежда               |
| 2021   | Мирослав Ангелов   | Георги Гаджев     | Škoda Fabia Rally2 evo       |
| 2022   | не се провежда     | не се провежда    | не се провежда               |
| 2023   | Мартин Сурилов     | Здравко Здравков  | Citroen C3 Rally2            |

## Статистика

### Най-много победи
- Димитър Илиев – 3 (2007, 2012, 2019)
- Антонио Занини – 3 (1979, 1980, 1983)
- Енрико Бертоне – 3 (1995, 1996, 1999)
- Джандоменико Басо – 3 (2005, 2006, 2009)
- Райнер Алтенхаймер – 2 (1970, 1977)
- Патрик Снайърс – 2 (1987, 1994)
- Бруно Тири – 2 (2000, 2003)
- Крум Дончев – 2 (2008, 2014)
- Мирослав Ангелов – 2 (2018, 2021)

### Най-много победи при автомобилите
- Фиат – 9
- Ланча – 8
- Шкода – 6
- Порше – 4
- Форд – 4
- Рено – 3
- Тойота – 3
- Пежо – 3
- Опел – 2
- Мицубиши – 2
- Ситроен – 2

### Най-много победи по националности
- Италия – 18
- България – 8
- Белгия – 5
- Германия – 4
- Полша – 4
- Испания – 4
- Франция – 2

### Най-много стартирали автомобили
- 1995 г. – 129

### Най-малко стартирали автомобили
- 2013 г. – 20